# PDZK1IP1
PDZK1IP1 (англ. PDZK1 interacting protein 1) – білок, який кодується однойменним геном, розташованим у людей на короткому плечі 1-ї хромосоми.  Довжина поліпептидного ланцюга білка становить 114 амінокислот, а молекулярна маса — 12 227.
| 10         |  | 20         |  | 30         |  | 40         |  | 50         |
| ---------- |  | ---------- |  | ---------- |  | ---------- |  | ---------- |
| MSALSLLILG |  | LLTAVPPASC |  | QQGLGNLQPW |  | MQGLIAVAVF |  | LVLVAIAFAV |
| NHFWCQEEPE |  | PAHMILTVGN |  | KADGVLVGTD |  | GRYSSMAASF |  | RSSEHENAYE |
| NVPEEEGKVR |  | STPM       |  |            |  |            |  |            |

A: Аланін

C: Цистеїн

D: Аспарагінова кислота

E: Глутамінова кислота

F: Фенілаланін

G: Гліцин

H: Гістидин

I: Ізолейцин

K: Лізин

L: Лейцин

M: Метіонін

N: Аспарагін

P: Пролін

Q: Глутамін

R: Аргінін

S: Серин

T: Треонін

V: Валін

W: Триптофан

Кодований геном білок за функцією належить до фосфопротеїнів. 
Локалізований у мембрані.